# 极乐寺 (海淀区北下关)
极乐寺，位于北京市海淀区北下关街道五塔寺路紫瑞嘉园，是一座汉传佛教寺院。

## 简介
极乐寺位于真觉寺（五塔寺）以东，南长河的北岸。一说建于元朝至元年间，另一说建于明朝成化年间。该寺坐北朝南，原来分为东、中、西三路，中路有山门、前殿、正殿及东西配殿，正殿后面是达本和尚塔。东跨院为花园，内有寄心斋、池塘等等。極樂寺內的牡丹園被命名為國花堂。西跨院为僧房。该寺内曾经有明朝嘉靖二十八年（1549年）《创建极乐禅林记》碑，是大学士严嵩所写，碑阳刻着明朝万历五年（1577年）《极乐寺护持香火坟茔碑记》。
该寺清朝末期已经败落。中华人民共和国初期尚留有遗迹，后来被北京第四制药厂占用。早年，该寺周边曾经有北下关大队的农田，后来并入大钟寺大队。至21世纪初，该寺位于东升乡西南部，其北边是太平庄村。后来由于区划调整，该寺所在地改属北下关街道。如今该寺仅存正殿和正殿耳房，位于“紫瑞嘉园”别墅区内。2014年，该寺被列为海淀区文物保护单位。